# Aśvamedha
El Aśvamedha (literalmente ‘sacrificio de caballos’) era un ritual del vedismo que se practicó durante el período védico en la India.[cita requerida]
Según los textos del hinduismo, lo realizaba algún rey para demostrar su hegemonía.[cita requerida]
También se lo conoce como:
- Ashwa medhá iagñá
- Ashva medhá
- Ashwamedha
- Ashvamedha
- Asvamedha
- Aśvamedha
- अश्वमेध (en letra devánagari)

El término proviene de las palabras sánscritas aśva ‘caballo’ y medha ‘ofrenda animal, oblación’. Se seleccionaba un caballo semental de un color particular (que se creía que simbolizaba al dios del Sol y al poder del rey) y se le permitía vagar libremente durante un año, seguido por una parte importante del ejército del rey.
Al llegar el caballo a una región gobernada por otro reyezuelo, este debía decidir si dejaba seguir al caballo libremente (y convertirse en súbdito del rey principal, lo que obligaba a toda su región a pagar más impuestos para darle al emperador pretendiente) o capturar/matar al caballo y enfrentarse al inmenso ejército del emperador pretendiente.
Si el equino no era capturado ni matado durante ese año, se lo llevaba a capital junto con los reyezuelo locales que se hubieran convertido en súbditos.
Después el reyezuelo (rajá) principal sacrificaba al animal en una ceremonia pública y asumía el título de «emperador (majárash).

## El sacrificio rayasuia
En el caso del sacrificio rājasūya, que era parecido al aśvamedha, no había ningún caballo errante involucrado. Los generales planificaban su ruta por sí mismos. Los sacrificios rayasuia eran más raros que los asuamedha, ya que eran más arriesgados y costosos.

## Menciones
- Se nombra este rito en los antiquísimos himnos 1, 162-163 del Rigvedá (probablemente del siglo VII a. C.).
- También en el Vājasaneyi-saṃhitā 22 (y siguientes).
- En el texto épico Majábharata (probablemente del siglo VI a. C.) existe un capítulo (parva) llamado «Asvamedhika Parva», que menciona este sacrificio caballar, llevado a cabo por el rey Iudishtir con la ayuda de sus heroicos hermanos, los Pándavas.
- En el texto épico Rāmāyaṇa (probablemente del siglo III a. C.) también se menciona.
- En el siglo V a. C., Buda condenó esta práctica, que fue abandonada.
- En el siglo II a. C. se reavivó y posiblemente continuó hasta el siglo XI de nuestra era.

- Datos: Q726486
- Multimedia: Ashvamedha / Q726486